# Gerold Ungeheuer

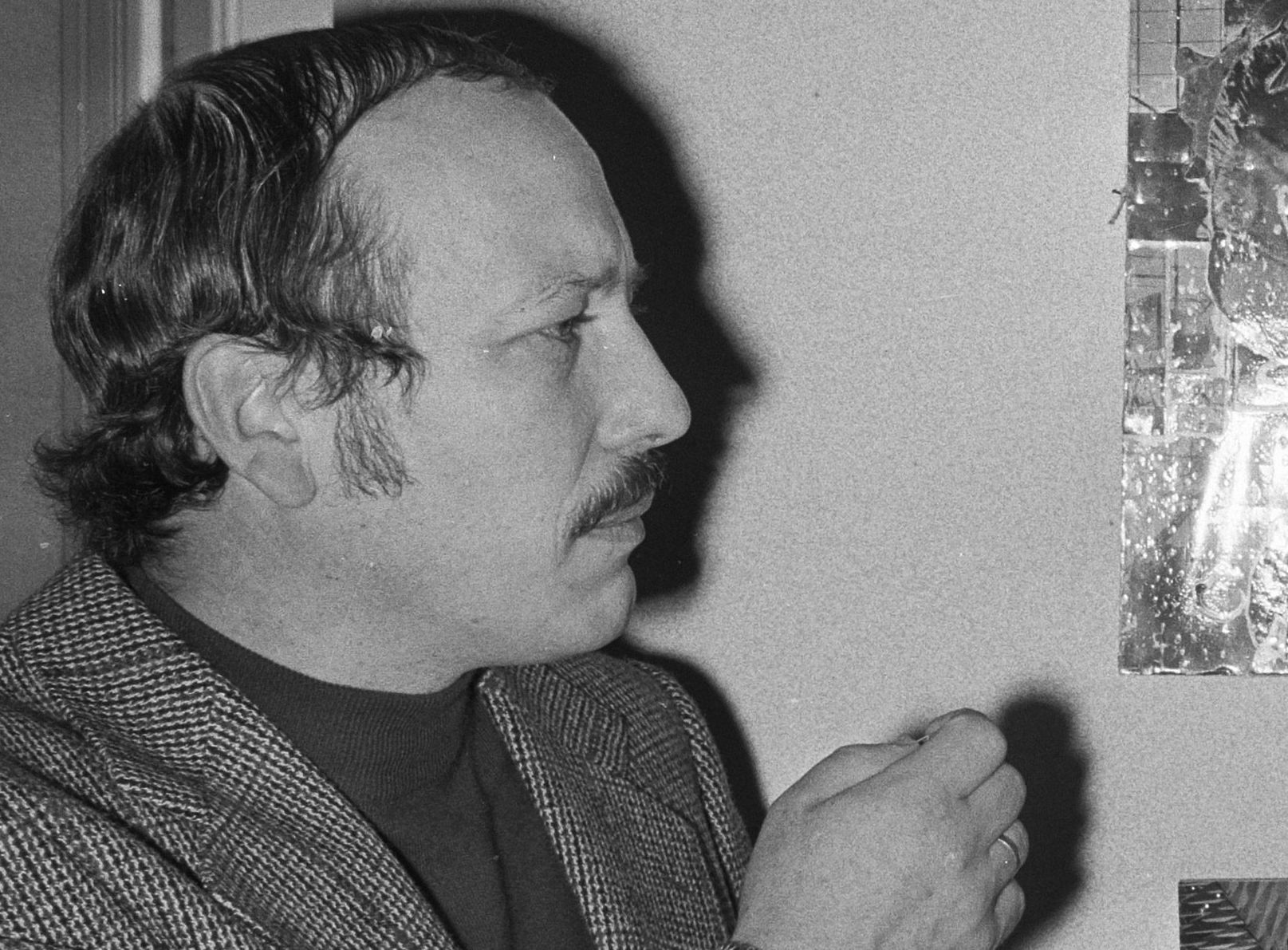
Gerold Ungeheuer (1971)

Gerold Ungeheuer (* 6. Juli 1930 in Karlsruhe-Durlach; † 12. Oktober 1982 in Bonn) war Kommunikationswissenschaftler, Phonetiker und Sprachwissenschaftler. Er betrieb Grundlagenforschung und arbeitete an einer sozialwissenschaftlich und handlungstheoretisch orientierten Kommunikationstheorie. Von ihm stammen die Begriffe Kommunikationssemantik und individuelle Welttheorie.

## Leben
Gerold Ungeheuer begann 1950/1951 ein Studium der Philosophie, Musikwissenschaft und Mathematik an der Universität Heidelberg. Nach zwei Semestern wechselte er an die Technische Hochschule Karlsruhe zum Studium der Fernmeldetechnik und Physik, das er im Frühjahr 1955 mit einem Diplom abschloss. Nach dem Diplom studierte er die Fächer Phonetik und Kommunikationsforschung sowie Musikwissenschaften an der Universität Bonn, wo er am 26. Februar 1958 zum Dr. phil. promoviert wurde.
Von April 1961 bis April 1963 lehrte Ungeheuer an der Cauca-Universität in Popayán in Kolumbien die Fachgebiete Mathematik und Kommunikationswissenschaften. Zugleich habilitierte er sich im Fach Phonetik und Kommunikationsforschung mit einer Arbeit über phonetische Aspekte beim Sprachverstehen (28. Juni 1962). Nach seiner endgültigen Rückkehr nach Bonn 1963 wurde Gerold Ungeheuer wissenschaftlicher Assistent, Oberassistent und Dozent am damaligen Institut für Phonetik und Kommunikationsforschung der Universität (IPK). Er hielt Gastvorlesungen am Institut für Phonetik der Universität Uppsala in Schweden. Im März 1967 wurde Ungeheuer zum ordentlichen Professor und Direktor des Instituts ernannt. Das Institut fand später seine Räumlichkeiten in der Alten Sternwarte in Bonn.
Bedingt durch seine früheren Studiengänge kam Gerold Ungeheuer mit einem breiten, teilweise auch technisch orientierten theoretischen Fundament an das Institut. Er betrieb phonetische Studien und begründete in Deutschland die linguistische Datenverarbeitung (LDV; heute Computerlinguistik). Die phonetische und computerlinguistische Forschung und Lehre blieb im Institut auch während der später folgenden Entwicklungen erhalten.
In den 1960er Jahren wandte Ungeheuer sich von fernmeldetechnischen Fragen und von Kommunikationsmodellen ab, die unter dem Einfluss der mathematischen Theorien der Übertragung von Signalen (Informationstheorie) standen. Diese Ansätze waren in der ersten Hälfte des 20. Jahrhunderts populär geworden. Die Abgrenzung zur Informationstheorie ist kurz; Ungeheuer diskutierte die Anwendung der Informationstheorie später nicht mehr in großem Ausmaß.
Desgleichen setzte Ungeheuer sich mit linguistisch-semantischen Theorien auseinander, in denen Bedeutung als Bestandteil von Sprachsystemen modelliert wird. Er griff stattdessen auf die Schriften der Soziologen und Psychologen um die Wende zum 20. Jahrhundert und auch auf die klassischen Philosophen zurück. In diesen Schriften zeigte Ungeheuer Beschreibungen und Modellierungen von Wahrnehmungs- und Erfahrungsprozessen und von sozialen Gegebenheiten auf und brachte diese mit Kommunikation in Verbindung.
In den 1970er Jahren gab Ungeheuer der Kommunikationsforschung an seinem Institut in Bonn eine breitere Ausrichtung. Er führte Forschungen über kommunikative Probleme von Zeugen in Gerichtsprozessen durch. Darüber hinaus erweiterte Ungeheuer seine Forschungen um historische Untersuchungen zu Zeichenprozessen, die er als wesentliches Element des kommunikativen Prozesses ansah.
Gerold Ungeheuer prägte 15 Jahre lang die Entwicklung des Instituts. Er wollte eine umfassende Kommunikationstheorie entwickeln, darstellen und lehren. Er forderte, der Kommunikationstheorie solle eine „anthropologische Problemtheorie“ zugrunde gelegt werden. Durch seinen unerwarteten Tod durch einen Herzinfarkt zu Beginn des Wintersemesters 1982/1983 – Ungeheuer war 52 Jahre alt – blieben seine Pläne unvollendet.

## Kommunikative Erfahrung als empirische Basis einer Kommunikationstheorie
In vielen seiner Veröffentlichungen stellt Ungeheuer immer wieder die Frage nach dem empirischen Bereich für eine Kommunikationstheorie, also die Frage, welche Erfahrungen (welche Beobachtungen und Beschreibungen) modelliert und mit der Hilfe einer Kommunikationstheorie erklärt werden sollen. Es geht Ungeheuer dabei stets um eine Kommunikationstheorie, die bei der täglichen Kommunikation (Kommunikationspraxis) angewendet werden und hilfreich sein kann. Fragen zur Verständigung, zum Verhältnis zwischen  Kommunikationspartnern und zur Persuasion (Erzeugen von Akzeptanz beim Kommunikationspartner) stehen dabei zunehmend im Vordergrund.
Ungeheuers Zuwendung zu einem zu untersuchenden empirischen Bereich, den er später als kommunikative Erfahrung bezeichnet, wird in seiner Unterscheidung zweier Beobachtungsweisen als kommunikativ und „extrakommunikativ“ deutlich, die er 1967 auf einem phonetischen Kongress vorstellt. Der Unterschied in der Beobachtung und Beschreibung von Kommunikation besteht darin, inwiefern der eigene Vollzug und das Erleben von Kommunikation einbezogen wird oder nicht:
1. Kommunikativer Vollzug: Jeder ist als Teilnehmer in Kommunikationsprozesse verwickelt, er erfährt diese Prozesse unter den Bedingungen dieser Teilnahme und der Verwendung kommunikativer Mittel. Er befindet sich in Kommunikation, er erlebt sie, teils unreflektiert und teils reflektiert.
2. Extrakommunikative Beobachtung: Jeder kann Kommunikation beobachten, ohne direkt einzugreifen, und seine Beobachtungen später klassifizieren und systematisieren. Dies geschieht beispielsweise in Aufzeichnungen von Kommunikationsprozessen, die analytisch in sprachliche und nichtsprachliche Phänomene eingeteilt werden.

Beobachtungen, die beim Kommunizieren, das heißt unter den Bedingungen des Vollzugs von Kommunikation entstehen, und deren Beschreibungen werden für Ungeheuer immer mehr zur Grundlage einer Kommunikationstheorie. Er bezeichnet diesen kommunikationswissenschaftlich zu untersuchenden Erfahrungsbereich als kommunikativ. Das aktive (handelnde) Herstellen von Bedeutungen im Vollzug von Kommunikation bildet einen zu untersuchenden Bereich, den Ungeheuer als Kommunikationssemantik bezeichnet.
Diesem Bereich kommunikativer Erfahrung stellt Ungeheuer die sprachwissenschaftlichen Methoden der Beobachtung und Beschreibung als extrakommunikativ gegenüber. In dieser Gegenüberstellung und Abgrenzung zur sprachwissenschaftlichen Empirie und Theorie entwickelt Ungeheuer seine Antwort auf die Frage nach einer kommunikationswissenschaftlichen Empirie. Dies wird an verschiedenen Stellen deutlich. Verständigung besteht für Ungeheuer beispielsweise nicht darin, dass Sätzen und Texten eine semantische Interpretation zugeschrieben werde, wie es sprachwissenschaftlich üblich sei. Es gehe bei zwischenmenschlicher Verständigung nicht um das Verstehen von Sätzen, sondern von kommunizierenden Personen. Das, was verstanden werde, sei keine Aggregation aus „linguistischen Fertigelementen“, sondern das Produkt eines „komplexen Gefüges äußerer und innerer Handlungen“. Im Zusammenhang mit der Frage nach der Verständigung bezieht Ungeheuer sich auch auf die Sprechakttheorie von John Searle. Ungeheuer bezeichnet es als schwierig, Searles' Analyse des illokutionären Effekts „mit kommunikativer Erfahrung in Einklang zu bringen“, da Searle dabei diejenigen Phänomene der sprachlichen Kommunikation außer Acht lasse, die „bei einer Verständigung durch Sprechen dominieren“.  Ungeheuer zitiert dabei  Searle  mit einer Aussage, dass Phänomene wie nicht wörtlich Gemeintes, Vagheit, Zweideutigkeit und Unvollständigkeit (nonliteralness, vagueness, ambiguity, and incompleteness) nicht essentiell für die sprachwissenschaftliche (Beschreibung von) Kommunikation sei, und bewertet dies als „ungenügende Reflexion auf die Bestimmung der empirischen Basis“. An anderer Stelle sagt Ungeheuer, dass eine linguistisch-semantische Theorie nicht einfach in eine Kommunikationstheorie verwandelt werden könne, indem zusätzliche „pragmatische Prädikate“ hinzugefügt würden. Stattdessen seien darüber hinaus gehende Elemente aus kommunikativer Erfahrung notwendig (unter anderem: dialogischer Kontakt, Interaktion, Initiieren und Akzeptieren von Themen, Schlussfolgern, das Problem der Effektivität der Kommunikation und der Erfolgskontrolle). Grundlage für die Verständigung ist kein (aus extrakommunikativer Beschreibung und Modellierung gewonnenes) System sprachlicher Zeichen und Bedeutungen, sondern die als dynamischer Erfahrungshintergrund fungierende individuelle Welttheorie.
Die umfassendste Antwort auf die Frage nach dem kommunikationswissenschaftlich zu behandelnden empirischen Bereich gibt Ungeheuer in einem seiner letzten Aufsätze „Vor-Urteile über Sprechen, Mitteilen, Verstehen“, der nach seinem Tod veröffentlicht wurde. Ungeheuer skizziert darin den Erfahrungsbereich, den er durch eine Kommunikationstheorie erklären möchte, anhand dreier Grundannahmen: Es geht um Menschen (M), die in gemeinsamer Handlung begriffen sind (H) und dabei Zeichen verwenden (Z). Menschliches Erfahren beschreibt Ungeheuer wiederum als individuell, dichotom (aufgeteilt in einen Innen- und einen Außenbereich) und von theoretischer Natur (Erfahrungen dienen zur Erklärung und Rechtfertigung von Handeln). Die Individualität jeglicher Erfahrung und die Trennung der Erfahrung in einen Innen- und einen Außenbereich sind für Ungeheuer der Ausgangspunkt der Kommunikation: Das (zuerst zu erreichende) Kommunikationsziel besteht im Verstehen, das heißt in einer erfolgreichen Herstellung individueller innerer Erfahrung durch den Hörer anhand der Formulierungen des Sprechers, die als Anweisungen an den Hörer aufgefasst werden können.

## Handlungstheoretischer und problemtheoretischer Zugang
Ungeheuers Zugangsweise zur Modellierung und Theoriebildung wird ab Ende der 1960er Jahre zunehmend handlungstheoretisch, das heißt, Ungeheuer verwendet den Begriff Handeln/Handlung als grundlegendes theoretisches (erklärendes) Element. Das mit Hilfe einer Kommunikationstheorie zu erklärende Phänomen Kommunikation ist als „Handlung zwischen menschlichen Individuen“ (als Sozialhandlung) gesetzt. Im Zusammenhang mit den Bedingungen der Kommunikation stellt Ungeheuer die Frage, wie Menschen als (handelnd) Kommunizierende beschrieben und begrifflich repräsentiert werden können. Dabei verzichtet er auf Begriffe, die in anderen Denktraditionen bereits eine spezifische Bedeutung haben (Subjekt, Verstand, Seele, Geist, Kognition), weil dadurch seiner Auffassung nach Vorurteile in die Kommunikationstheorie eingehen. Er übernimmt bei der Beschreibung von Handlungen die Metapher von Innen und Außen und unterscheidet innere Handlungen von äußeren Handlungen anhand des Kriteriums der Zugänglichkeit: Innere Handlungen sind dem Individuum zugänglich. Äußere Handlungen sind prinzipiell allen zugänglich.
Der problemtheoretische Zugang Ungeheuers ist eng mit dem handlungstheoretischen Zugang verbunden. Der grundlegende Gedankengang ist der Folgende: Im Handeln werden Zwecke verfolgt. Klarheit über die zu erreichenden Zwecke zu haben bedeutet aber noch nicht, zu wissen, wie diese Zwecke erreicht werden können. Dies ist der Fall eines praktischen Problems: Es muss ein Plan entwickelt werden, der in die Tat umgesetzt werden kann. Dies geschieht im alltäglichen Handeln häufig sehr schnell und teils unbewusst auf der Basis der vorhandenen Erfahrungen.
Da in der Regel mehrere Möglichkeiten (Handlungsalternativen) bestehen, besteht zugleich die Notwendigkeit, eine der Handlungsalternativen als unter den gegebenen Bedingungen am besten geeignete Lösung zu rechtfertigen und zu begründen. Rechtfertigungen und Begründungen sind nur mit Hilfe von Theorien möglich. Handlungspläne, die noch nicht verwirklicht sind, haben für Ungeheuer deshalb einen hypothetischen Charakter, das heißt, sie können wie Hypothesen durch Theorien begründet und gerechtfertigt werden. Wenn aufgrund einer fehlenden Theorie keine Rechtfertigung oder Begründung entwickelt werden kann, liegt eine theoretische Problemstellung vor. Es muss erst eine bestehende Theorie ‚aktiviert‘ oder – in komplexeren Fällen – eine Theorie entwickelt werden, bevor ein Handlungsplan als Lösung gerechtfertigt werden kann.
In dieser handlungs- und problemtheoretischen Zugangsweise ist demnach ohne Theorie kein Handeln möglich; Theorien fungieren als wichtiger Bestandteil nicht nur des wissenschaftlichen, sondern auch des alltäglichen (sozialen) Lebens. Praktische und theoretische Probleme treten immer zusammen auf; nach Ungeheuer steht eines der beiden im Vordergrund; das jeweils andere ist „adjungiert“. Dies gilt unabhängig davon, ob Theorien im Alltag als Zusammenhänge von Setzungen und logischen Ableitungen ausformuliert werden können.
Die Betrachtung von Kommunikation im Zusammenhang mit Problemlösung umfasst darüber hinaus zwei weitere Bereiche. Problem und Problemlösung sind dabei als neutrale Begriffe ohne negative Wertung zu verstehen:
1. Probleme, die nicht allein, sondern nur gemeinsam gelöst werden können. Die Herstellung der Gemeinsamkeit in Bezug auf das Problem (die Beteiligten wissen, worin das Problem besteht, und wie es gelöst werden soll) sowie auch die Kooperation zur Problemlösung (Steuerung der Tätigkeiten verschiedener Beteiligter durch Anweisungen oder Fragen) ist nur mit Hilfe von Kommunikation möglich; Kommunikation ist somit sowohl Voraussetzung für die Problemlösung als auch ein Bestandteil des Lösungsprozesses.
2. Die Kommunikation wird als solche zum Problem. Dies ist der Fall, wenn Verständigung schwierig wird oder nicht erreicht werden kann. (Im obigen Beispiel würde das bedeuten, dass die Beteiligten sich nicht in Bezug auf das gemeinsam zu lösende Problem verständigen können – entweder das Problem oder der Lösungsweg wird nicht von allen Beteiligen verstanden oder akzeptiert.) Das einfachste Beispiel für Kommunikation, die als solche problematisch wird, ist Kommunikation zwischen Menschen, die unterschiedliche Sprachen sprechen. Verständigung wird jedoch auch unter Gleichsprachigen häufig zum Problem.

Ungeheuer beschreibt ausgehend von der Reihenfolge, in der diese Probleme gelöst werden, gegenseitige Verständigung als Kommunikationsziel und dasjenige, das durch Kommunikation erreicht werden soll und der Kommunikation insofern nachgeordnet ist, als Kommunikationszweck. Als einer der wichtigsten Kommunikationszwecke, die über die Verständigung hinausgehen, kann Persuasion genannt werden: Der Hörer soll von der Richtigkeit des vom Sprecher gemeinten Sachverhalts überzeugt werden. Er soll akzeptieren, dass das vom Sprecher Mitgeteilte zutrifft.

## Bedingungen und grundlegende Eigenschaften kommunikativer Prozesse
Ungeheuer unterteilt die Bedingungen für Kommunikationsprozesse in die Bedingungen des menschlichen Erfahrens (M), des sozialen Handelns (H) und der Verwendung sprachlicher Zeichen (Z). Eine wesentliche Bedingung, die erfüllt sein muss, um kommunizieren zu können, ist beispielsweise die Unterwerfung unter die kommunikativen Anweisungen des Sprechers (Subjektion: „die vom Hörer zum Zwecke der Kommunikation zugelassene Steuerung seiner verstehensrelevanten inneren Erfahrungsakte“). Damit verbindet Ungeheuer eine deutliche Kritik am Konzept der Herrschaftsfreiheit in der – damals aktuellen – Theorie des kommunikativen Handelns von Jürgen Habermas. Ungeheuer beschreibt dagegen das Verhältnis zwischen Sprecher und Hörer mit der Metapher ‚Herr und Knecht‘ oder schreibt von „kommunikativer Herrschaft über den sich kommunikativ unterwerfenden Hörer“. In alltäglicher Beschreibung bedeutet dies: Kommunikation ist nur möglich, wenn zugehört und auf den Kommunikationspartner eingegangen wird; dabei sind eigene Gedankengänge momentan zurückzustellen. Dadurch entsteht eine momentane Asymmetrie im Kommunikationsprozess.
Subjektion (Unterwerfung) als „wesentliches Moment kommunikativer Sozialhandlung“ anzusehen, weist Parallelen zu Karl Bühler auf, der Suggestion als wesentliches soziales Moment bei der gegenseitigen Steuerung ansah. Ungeheuer verwies in seinen Veröffentlichungen einige Male auf Karl Bühler; es kann davon ausgegangen werden, dass er dessen Axiomatik und Sprachtheorie in seiner Lehre als bekannt voraussetzte.
Zu den Grundeigenschaften von Kommunikation gehört des Weiteren ein momentan ungesichertes Wissen über den Kommunikationserfolg, also darüber, ob der andere verstanden hat. Ungeheuer thematisierte in diesem Zusammenhang auch Mittel der Absicherung des Kommunikationserfolgs.
In Erweiterung alltäglicher Auffassungen, denen zufolge Persuasion (sowohl in der Form des Überzeugens als auch in der Form des Überredens) nur als bestimmte Fälle kommunikativer Handlungen gelten, ist Persuasion für Ungeheuer ein „Strukturmerkmal jeglicher Kommunikation, die über Ihr Ziel hinaus Kommunikationszwecke verfolgt“. Ein Kommunikationszweck, der beispielsweise darin besteht, dass ein Anderer etwas tut, ist erst erreicht, wenn der Andere als Hörer nicht nur versteht, sondern auch akzeptiert, was er tun soll, und wie er es tun soll. Diese Akzeptanz ist ein wesentliches Merkmal von Persuasion. Noch darüber hinausgehend hat für Ungeheuer bereits die „kommunikative Fundamentalhandlung“ – das heißt der Kommunikationsprozess als solcher – unvermeidbar einen persuasiven Charakter, da der Hörer den sprachlichen Formulierungen des Sprechers verstehend folgen muss und sich dazu in seinen Verstehenshandlungen dem Sprecher unterwerfen muss.
Ungeheuer beschreibt Kommunikation als Sozialhandlung, die nicht in Einzelakte aufgeteilt werden kann. Die dialogische Form – oder das Gespräch – kann demnach als Hauptform zwischenmenschlicher Kommunikation angesehen werden. Ungeheuer sieht Gespräche generell als eine komplexe Handlung an, in der mehrere Personen Probleme lösen. Die Struktur der Beiträge ist für ihn grundsätzlich argumentativ: Sie kann auf einen argumentativen Zusammenhang abgebildet werden, der aus Schlussfolgerungen und Rechtfertigungen dieser Schlussfolgerungen besteht.

## Durch Ungeheuer geprägte Begriffe
Kommunikationssemantikdieser Begriff beschreibt die Entwicklung von Bedeutung im Vollzug kommunikativen Handelns, im Erleben und Agieren in Kommunikation. Die Kommunikationssemantik umfasst ein Problemfeld, das zur kommunikativen Betrachtungsweise gehört. Sie ist von der linguistischen Semantik abgegrenzt, insofern als jene ein Resultat extrakommunikativer Beschreibung und Systematisierung ist.
Individuelle WelttheorieDieser Begriff beschreibt ein den einzelnen Menschen betreffendes Feld von Erfahrungen und Annahmen, das zur Erklärung neuer Erfahrungen, zur Prognose und zur Begründung und Rechtfertigung von Handlungen befähigt. Das Feld ist dynamisch und zugleich regelhaft, es besteht als ein variierendes Beziehungsgeflecht, und es steht unter dem Einfluss von Gedächtnis und Gefühlen. Das Erfahrungsfeld ist in unterschiedlichen Graden der Bewusstheit gegeben. Es kann – rekursiv – selbst als nach außen abgeschlossene Einheit erfahren werden. Als solche Einheit bildet die individuelle Welttheorie die Grundlage des „Ich“. – „Individuelle Welttheorie“ kann somit als die Bezeichnung für einen personenbezogenen Hintergrund aus Erfahrungen gesehen werden (Welt/Ich), aus dem heraus Fragen nach dem „Warum“ des eigenen Deutens, Denkens, Meinens und Handelns beantwortet werden (Theoriefunktion).

## Wirkung
Das Werk Ungeheuers ist fragmentarisch geblieben. Es gibt keine Monographie, durch die seine umfassenden kommunikationstheoretischen Ansätze einem größeren akademischen und nichtakademischen Publikum bekannt geworden wären. Er hinterlässt über einhundert Forschungsberichte, Aufsätze und Beiträge, die hauptsächlich in sprachwissenschaftlichen, aber auch erziehungswissenschaftlichen Zeitschriften erschienen sind. Wichtige Teile seines Werkes wurden zusammengefasst und in Aufsatzsammlungen herausgegeben. Die Aufsätze Kommunikationssemantik (1974) und Vor-Urteile über Sprechen, Mitteilen, Verstehen (verfasst kurz vor seinem Tod 1982) werden besonders rezipiert, weil darin die Abgrenzung Ungeheuers von linguistisch-semantischen Ansätzen und seine Hinwendung zu einer empirischen Grundlage deutlich wird, die den Vollzug von Kommunikation einbezieht, und die Ungeheuer als kommunikative Erfahrung bezeichnete. Auch die Grundlegung dieser Empirie durch eine Problemtheorie wird darin deutlich.
Das Institut IPK, an dem Ungeheuer wirkte, wurde unter seiner Leitung 1969 in Institut für Kommunikationsforschung und Phonetik (IKP) umbenannt, um die von ihm beabsichtigte Gewichtung der Fächer kenntlich zu machen. Nach seinem Tod 1982 erhielten Forschung und Lehre dort mit Phonetik/Signalverarbeitung und Computerlinguistik wieder technische Schwerpunkte. Vom Wintersemester 2006/2007 bis einschließlich Sommersemester 2012 bildete das ehemalige IKP die Abteilung Sprache und Kommunikation eines fächerübergreifenden Instituts. Seit 2012 gibt es an der Universität Bonn das Institut für Sprach-, Medien- und Musikwissenschaft.
Die Kommunikationstheorie Ungeheuers wird von seinen Schülern seit den 1990er Jahren an der Universität Duisburg-Essen gelehrt. Dort ist auch der Nachlass Ungeheuers zugänglich. Auf diese Weise geht Ungeheuers Herangehensweise an das Phänomen Kommunikation und seine handlungstheoretische Modellierung von Menschen, die kommunikativ Probleme lösen, bis heute in  Abschlussarbeiten, wissenschaftliche Studien und berufliche Karrieren ein.

## Veröffentlichungen
- Einführung in die Kommunikationstheorie. Fernuniversität, Hagen, 1983. - Drei Kurseinheiten (Ungeheuer 1983). Neuauflage: Karin Kolb, Jens Loenhoff und H. Walter Schmitz (Hrsg.), Nodus, Münster 2010, ISBN 978-3-89323-657-2 (Ungeheuer 2010)
- Kommunikationstheoretische Schriften I: Sprechen, Mitteilen, Verstehen. Herausgegeben und eingeleitet von Johann G. Juchem. Nachwort von Hans-Georg Soeffner und Thomas Luckmann. Mit Schriftenverzeichnis. Alano, Rader Verlag, Aachen 1987 (Aachener Studien zur Semiotik und Kommunikationsforschung, Bd. 14), ISBN 3-89399-062-3 (Ungeheuer 1987).
- Kommunikationstheoretische Schriften II: Symbolische Erkenntnis und Kommunikation.
  - Herausgegeben und eingeleitet von H. Walter Schmitz. Aachen: Alano, Rader Verlag, 1990 (Aachener Studien zur Semiotik und Kommunikationsforschung, Bd. 15). - ISBN 3-89399-077-1; ISBN 3-89399-078-X (Ungeheuer 1990)
  - 2., völlig neu eingerichtete Auflage, mit einem editorischen Nachwort von Karin Kolb-Albers, herausgegeben von Karin Kolb-Albers und H. Walter Schmitz. Nodus Publikationen, Münster 2020, ISBN 978-3-89323-659-6.
- Phonetik und angrenzende Gebiete. Aus dem Nachlass herausgegeben von Wilhelm H. Vieregge und Joachim Göschel. Stuttgart: Steiner Verlag, 1993 (Zeitschrift für Dialektologie und Linguistik, Beihefte). ISBN 3-515-06296-3 (Ungeheuer 1993)
- Sprache und Kommunikation. Forschungsberichte des Instituts für Kommunikationsforschung und Phonetik der Universität Bonn, Nr. 13. Buske, Hamburg 1972. Neuauflage: Karin Kolb und H. Walter Schmitz (Hrsg.), Nodus, Münster 2004. ISBN 3-89323-654-6 (Ungeheuer 2004)